# Callopistria natalensis
Callopistria natalensis là một loài bướm đêm trong họ Noctuidae.